# Brachystegia utilis
Brachystegia utilis är en ärtväxtart som beskrevs av Burtt Davy och John Hutchinson. Brachystegia utilis ingår i släktet Brachystegia och familjen ärtväxter. Inga underarter finns listade i Catalogue of Life.